# Pedro José Pinazo Arias
Pedro José Pinazo Arias, meglio noto come Perico (Malaga, 18 gennaio 1985), è un ex calciatore spagnolo, di ruolo centrocampista.

## Carriera

### Club
Ha giocato nella massima serie dei campionati spagnolo e gibilterrino e nella seconda divisione spagnola.